# Cyrtodactylus jambangan
Cyrtodactylus jambangan là một loài thằn lằn trong họ Gekkonidae. Loài này được Welton, Diesmos & Brown mô tả khoa học đầu tiên năm 2010.